# 日本製紙旭川硬式野球部
日本製紙旭川硬式野球部（にほんせいしあさひかわこうしきやきゅうぶ）は、北海道旭川市に本拠地を置き、日本野球連盟に所属していた社会人野球チームである。
運営母体は、製紙業会社の日本製紙。

## 概要
1979年に山陽国策パルプ（1972年に山陽パルプと国策パルプの合併により発足）の旭川事業所で『山陽国策パルプ旭川硬式野球部』として発足。
1993年4月1日、本社の合併に伴い日本製紙が発足し、チーム名を『日本製紙旭川硬式野球部』に改称した。本体の合理化の一環として、2000年をもって解散が決まり、石巻硬式野球部に統合されている。
都市対抗の北海道予選では決勝リーグに6回進出したが、北海道5強に阻まれるなど本大会出場はならなかったが、1992年には社会人野球日本選手権大会予選で北海道5強の大昭和製紙北海道と王子製紙苫小牧を破り、本大会出場を果たしている。

## 沿革
- 1948年 - 『山陽国策パルプ旭川』として創部。
- 1950年 - 都市対抗野球大会に初出場。
- 1992年 - 社会人野球日本選手権大会に初出場[4]。
- 1993年 - 本社の合併にともない、チーム名を『日本製紙旭川』に改称する。
- 2000年 - 解散。日本製紙石巻に統合される。

## 主要大会の出場歴・最高成績
- 社会人野球日本選手権大会：出場1回